# Hitchhiker 3
Hitchhiker 3 – amerykański satelita wywiadu elektronicznego (zbieranie informacji o radarach), typu P-11. Satelita serii Subsatellite Ferret (SSF). Drugorzędnym celem misji były badania naukowe promieniowania korpuskularnego. Wyniesiony z satelitą Corona 75.

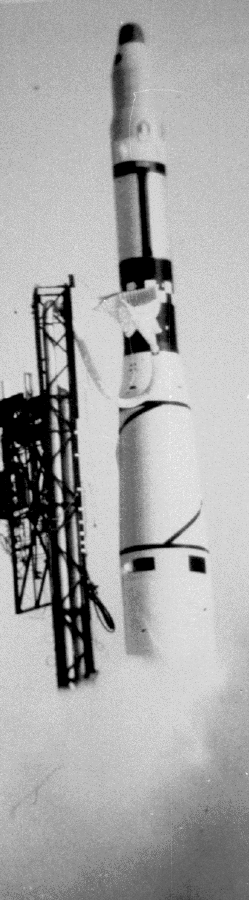
Start rakiety Thor Agena D z satelitami Corona 75 i Hitchhiker 3

Szczegóły misji pozostają utajnione przez Stany Zjednoczone.